# Mainzer Hoftag de 1184

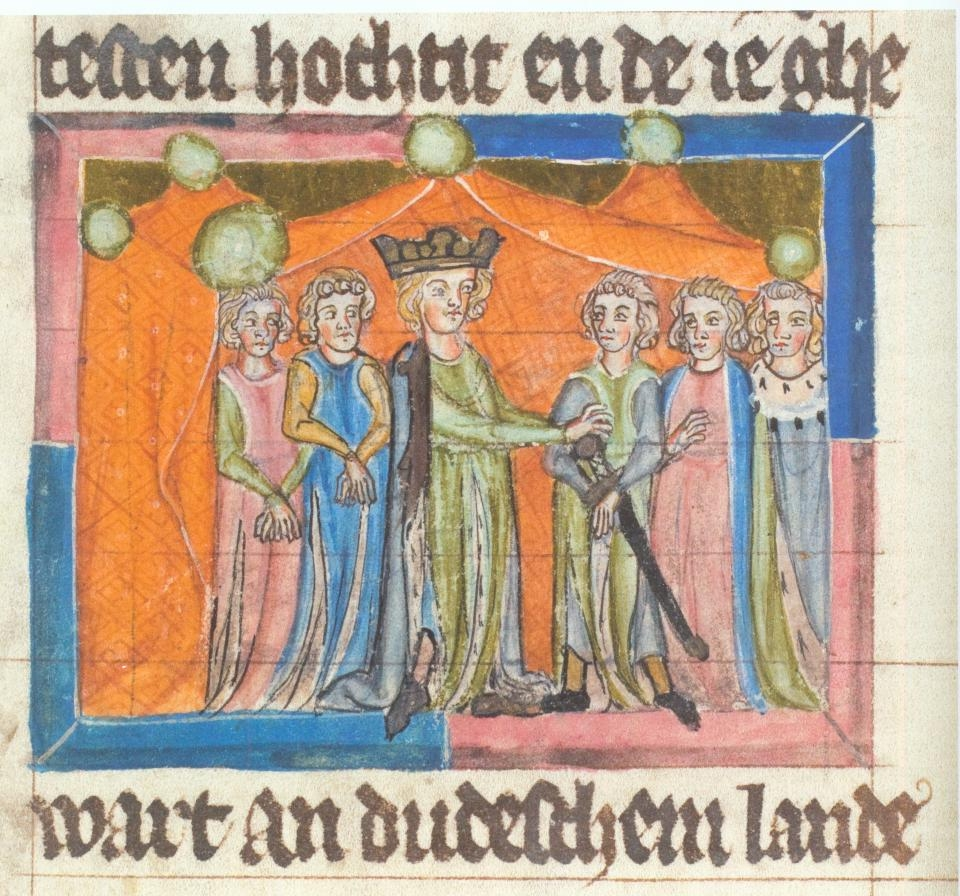
Présentation du Festival de Mayence de 1184 dans la Chronique du monde saxonienne, Allemagne du Nord, premier quart du XIVe siècle, Berlin, Staatsbibliothek Preußischer Kulturbesitz, Mme germ. fol. 129, fol. 112r

Le Mainzer Hoftag de 1184 était un rassemblement organisé par l'empereur Frédéric Ier Barberousse sur l'île de Maaraue en face de Mayence à l'embouchure du Main à l'occasion de la Pentecôte. En raison de son grand nombre de visiteurs et de ses plaisirs culturels, ils représentaient un point culminant du mode de vie chevaleresque ainsi que la présentation du pouvoir des Staufer. 

## Préparations
En 1183, après les succès de la politique italienne et l'asservissement d'Henri le Lion au début des années 1180, l'empereur Frédéric Ier annonce un Hoftag à Mayence pour l'année suivante. Une ville de bâtiments en bois et de tentes a été construite spécialement pour cet événement et au milieu le palais de l'empereur et une église. Comme le Hoftag avait déjà été annoncé un an à l'avance, des visiteurs français, espagnols, anglais, italiens et balkaniques ont pu venir aussi bien que des visiteurs des territoires impériaux situés au nord des Alpes.

## Évenements de fête
Le Hoftag de Mayence commençait le 20 mai 1184. En cette Pentecôte, la grande messe a été célébrée dans l'église en bois avec la participation du couple impérial couronné. Le porteur d'épée de l'Empereur était le Comte du Hainaut. Le chancelier du comte de Hainaut, Gilbert de Mons, a prétendu rétrospectivement qu'une dispute avait surgi entre les princes les plus puissants au sujet du droit de porter l'épée et qu'elle avait finalement été laissée au Comte de Hainaut, car il avait été très célèbre et lié à plusieurs des princes présents. Alors que les recherches suivaient en partie ce jugement et notaient que l'empereur voulait montrer au comte sa faveur en raison de son importance stratégique au Rhin inférieur, la recherche rituelle en arriva à une conclusion différente. Comme il n'y a aucune preuve que les princes aient jamais discuté auparavant de ce service, on suppose que le Comte du Hainaut a été forcé de porter l'épée comme forme symbolique de classification dans le système hégémonique, d'autant plus qu'il a également été élevé au rang de Prince impérial (Gerd Althoff).
Après l'entrée dans la cathédrale, une grande fête eut lieu, au cours de laquelle les nobles de l'empire travaillaient selon leur charge auprès de la cour: échansons, truchsess, chambellans et maréchaux. 
Le lendemain, les deux fils de Frédéric, Henry et Frédéric, reçurent le Schwertleite par lui-même. Les fils de l'empereur et de nombreux princes, qui ont suivi leur exemple et ne voulaient pas être inférieurs à eux à cet égard, ont donné aux chevaliers et aux ménestrels des cadeaux sous forme de chevaux, de vêtements précieux, d'or et d'argent. Ensuite, les chevaliers ont participé à un événement équestre appelé gyrum, au cours duquel ils ont démontré leur habileté à balancer des boucliers, des bannières et des lances. Parmi les 20 000 participants présumés se trouvaient aussi l'empereur et ses fils. Le lendemain, les épreuves d'équitation se sont poursuivies. Les semaines suivantes, des jeux de combat devraient avoir lieu à Ingelheim. Cependant, une tempête a provoqué l'effondrement de plusieurs tentes et de l'église en bois et a même causé des morts parmi les célébrants. Ceci a été interprété comme un signe divin et la fête ne fut pas continuée.

## Actions politiques
Pendant le Hoftag, l'empereur négociait avec Henri le Lion une alliance anti-française avec l'Angleterre mais sans succès. Un autre événement politique ayant une signification beaucoup plus symbolique a été la dispute au sujet du rang de l'abbé Fulda Konrad. Selon le chroniqueur Arnold von Lübeck, lors d'une réunion des princes, il exigeait comme son ancien droit d'être placé à gauche de l'empereur au moment des Hoftage. Seul l'archevêque de Cologne avait longtemps contesté l'exercice de ce droit. L'empereur demanda alors à l'archevêque de Cologne, Philipp von Heinsberg, qui se sentait dupé par la politique territoriale de l'empereur sur le Rhin inférieur, de réaliser le souhait de l'abbé de Fulda. L'archevêque a dû considérer cela comme une attaque contre sa position manifestée par la disposition des sièges. Philipp a alors demandé à être autorisé à quitter les célébrations et à se rendre à son auberge ce qui équivalait à refuser de consentir à sa diminution rituelle de rang. Un scandale s'ensuivit lorsque de nombreux vassaux de l'archevêque, parmi eux le comte palatin près du Rhin, frère de l'empereur, demandèrent également leur retrait des festivités. 
À ce moment, selon Arnold, le fils de l'empereur Henry se leva et dit à l'archevêque: „Ich bitte dich, liebster Vater, bleibe hier und verwandle unsere Freude nicht in Trauer“,. Ensuite, Philipp a été autorisé à prendre la place sur la gauche de l'empereur tandis que l'abbé de Fulda a dû s'asseoir sur l'un des sièges inférieurs. 

## Accueil
La splendeur du Hoftag a été saluée à la fois dans les chroniques et dans la poésie. Hendrik van Veldeke compare ainsi le Hoftag dans le roman d'Énéas avec le mariage entre Énée et Lavinia. Le poète Guiot de Provins a également rendu compte du Hoftag de Mayence.
La recherche considère le Hoftag de Mayence à cause du nombre de participants et de l'effort impliqué comme une indication certaine que Barberousse voulait tirer un trait définitif sur sa politique italienne en grande partie ratée et en même temps la faire oublier par une démonstration de son pouvoir. 